# Gran Caffè Doney
Il Gran Caffè Doney o Doney's era un locale storico a Firenze.

## Storia
Venne fondato come sala da tè e pasticceria da Gasparo Doney, un nobile ed ufficiale francese che dopo la sconfitta di Napoleone venne "esiliato" dalla famiglia. Arrivato a Firenze si dedicò ad importare specialità francesi per poi aprire un primo locale in via del Castellaccio. Dopo poco tempo il successo gli permise di trasferirsi nell'attuale via Tornabuoni, all'epoca chiamata via dei Legnaiuoli. Il Caffè Ristorante Doney venne invece realizzato nell'Ottocento dal genero del Doney, l'italo-inglese Giacomo Thompson, nel cortile della Palazzina Reale della Cascine, dove a proprie spese aveva fatto costruire una moderna copertura in ferro e vetro, dove veniva ospitato il salone principale.
Nei primi decenni del Novecento il Caffè alle Cascine chiuse e rimase il locale di via Tornabuoni, presso Palazzo Altoviti Sangalletti, che assunse il nome di Gran Caffè, anche se veniva chiamato spesso Caffè delle Colonne per le quattro colonne che sostenevano le volte della sala, decorata da fregi dorati su sfondo bianco. Famoso per la qualità del gelato e della cioccolata calda, era molto frequentato dalla borghesia fiorentina, da aristocratici, politici e letterati.
Essendo situato a poca distanza dal Consolato britannico (sul Lungarno Corsini), era molto frequentato dalla comunità inglese fiorentina che qui aveva trovato un punto di ritrovo animato. Quando Benito Mussolini attaccò l'Etiopia nel 1935 gli inglesi manifestarono il loro dissenso, che fu punito con alcune incursioni violente al Caffè Doney di squadre fasciste. Tra i clienti più famosi del caffè ci fu lady Violet Trefusis, che ebbe un colloquio privato con Mussolini nel 1937 ed è stata fatta rivivere, con il gruppo di signore inglesi chiamate Gli Scorpioni, nella pellicola cinematografica di Franco Zeffirelli Un tè con Mussolini.
Il locale fu chiuso nel 1986. 

Un Gran Caffè Doney esiste a Roma presso l'Hotel Excelsior in via Veneto, storico e famoso luogo di incontro negli anni '50 e '60, insieme agli altri caffè Rosati, Harry's Bar e de Paris, particolarmente durante il periodo della dolce vita.